# Topoľovka
Topoľovka (ungarisch Topolóka – bis 1907 Topolovka) ist eine Gemeinde im Osten der Slowakei mit 807 Einwohnern (Stand 31. Dezember 2024), die zum Okres Humenné, einem Kreis des Prešovský kraj, gehört. Außerdem ist sie Teil der traditionellen Landschaft Zemplín.

## Geographie

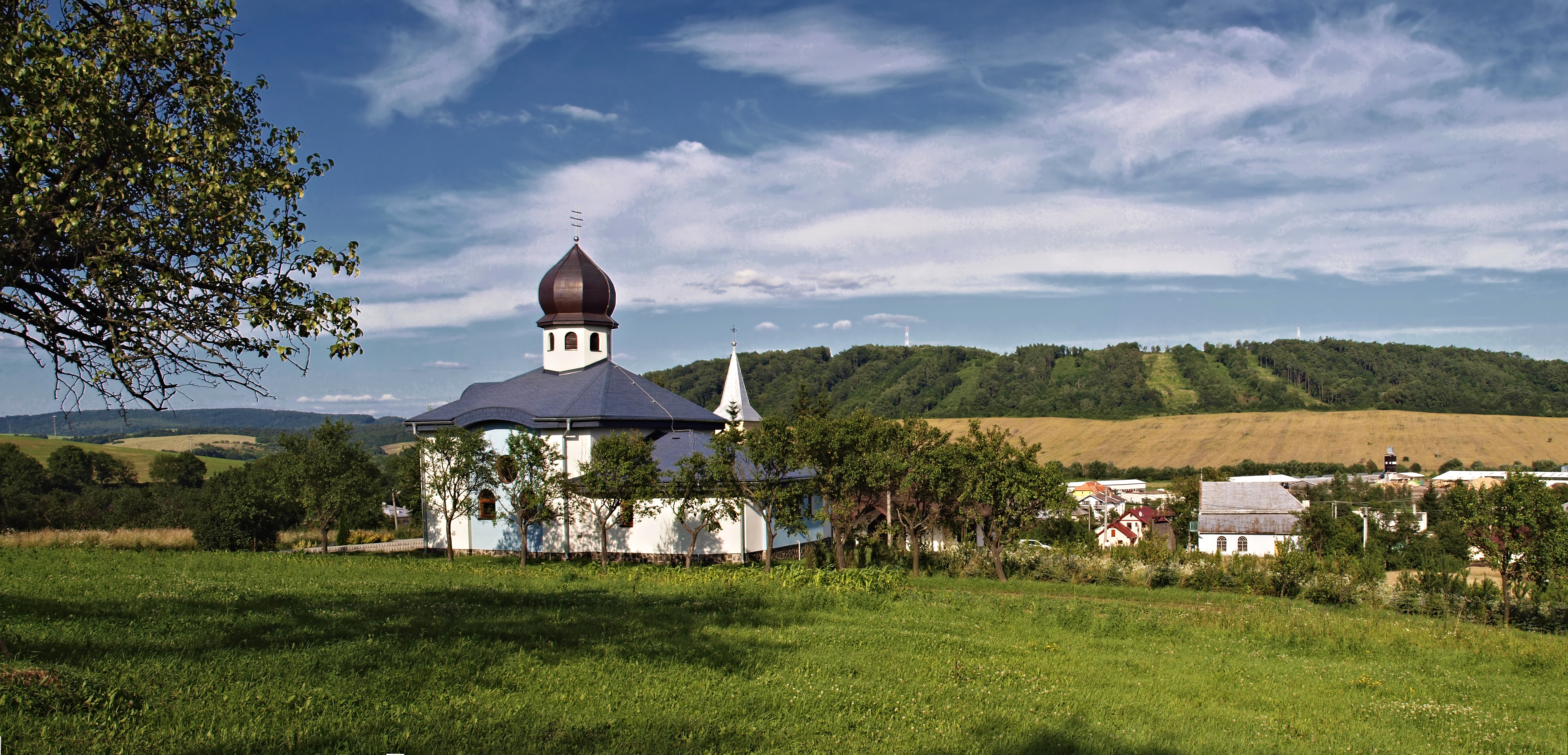
Topoľovka und umliegende Landschaft mit der griechisch-katholischen Kirche im Vordergrund

Die Gemeinde befindet sich am Südhang der Niederen Beskiden, genauer deren Unterteil Ondavská vrchovina und wird vom Fluss Ondavka sowie einem kleinen rechtsufrigen Zufluss durchflossen. Das Ortszentrum liegt auf einer Höhe von 157 m n.m. und ist acht Kilometer von Humenné entfernt.
Nachbargemeinden sind Lieskovec im Norden, Závadka im Osten, Brekov im Süden, Hudcovce im Südwesten und Westen sowie Tovarné und Štefanovce im Nordwesten.

## Geschichte

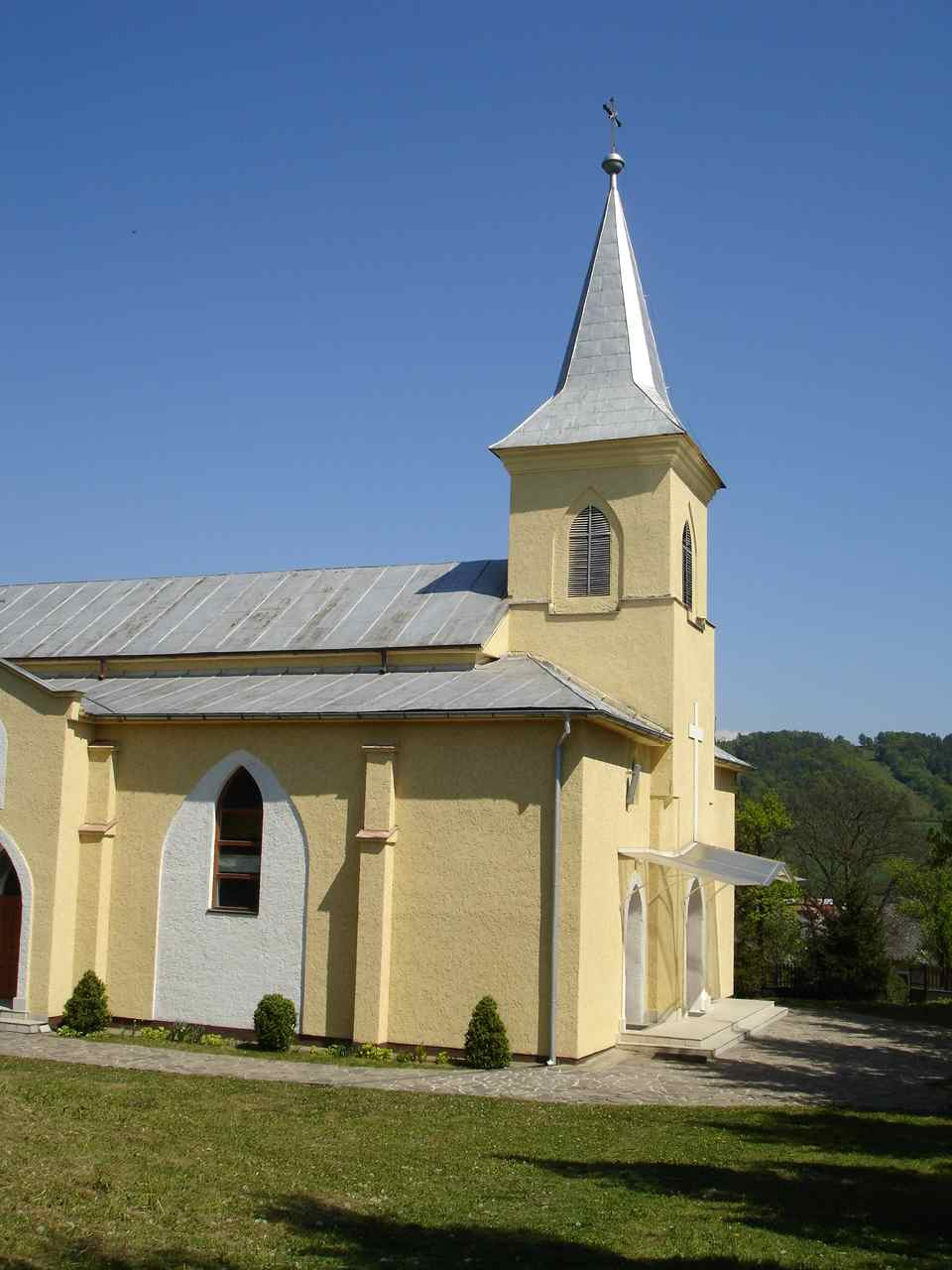
Römisch-katholische Kirche

Der Ort wurde zum ersten Mal 1479 als Thopoloka schriftlich erwähnt und erhielt seinen Namen nach einem Pappelwald (slowakisch topoľ = Pappel). Er war damals Bestandteil des Drugeth'schen Herrschaftsguts von Humenné. 1557 sind in einem Steuerverzeichnis drei Porta verzeichnet. Im 17. Jahrhundert kam der Gutsbesitz in die Hände des Geschlechts Szirmay. 1828 zählte man 42 Häuser und 387 Einwohner, die als Landwirte und Weber lebten.
Bis 1918/1919 gehörte der im Komitat Semplin liegende Ort zum Königreich Ungarn und kam danach zur Tschechoslowakei beziehungsweise heute Slowakei.

## Bevölkerung
| Jahr                | 1994 | 2004    | 2014    | 2024    |
| ------------------- | ---- | ------- | ------- | ------- |
| Anzahl der Personen | 812  | 823     | 815     | 807     |
| Unterschied         |      | +1,35 % | −0,97 % | −0,98 % |

| Jahr                | 2023 | 2024    |
| ------------------- | ---- | ------- |
| Anzahl der Personen | 811  | 807     |
| Unterschied         |      | −0,49 % |

Nach der Volkszählung 2011 wohnten in Topoľovka 831 Einwohner, davon 783 Slowaken, 13 Roma, fünf Russinen, drei Ukrainer, jeweils zwei Polen und Tschechen sowie jeweils ein Mährer und Russe. 21 Einwohner machten zur Ethnie keine Angabe. 578 Einwohner bekannten sich zur römisch-katholischen Kirche, 142 Einwohner zur griechisch-katholischen Kirche, neun Einwohner zur orthodoxen Kirche, sechs Einwohner zur evangelischen Kirche A. B. und jeweils ein Einwohner zur Bahai-Religion sowie zu den Zeugen Jehovas; ein Einwohner bekannte sich zu einer anderen Konfession. 16 Einwohner waren konfessionslos und bei 77 Einwohnern wurde die Konfession nicht ermittelt.

## Bauwerke
- römisch-katholische Mariä-Himmelfahrt-Kirche